# لرة سبزي (مقاطعة دورة)
لرة سبزي (بالفارسية: لره سبزی) هي قرية تقع في قسم دورة الريفي (مقاطعة دورة) في إيران. يقدر عدد سكانها بـ 55 نسمة بحسب إحصاء 2016.